# 岩澤誠
岩澤 誠（いわさわ まこと、1902年（明治35年）11月9日 - 1984年（昭和59年）5月6日）は、日本の弁護士、学校経営者。札幌弁護士会会長。学校法人札幌大学理事長。

## 経歴
千葉県出身。万治郎の次男。
1927年（昭和2年）明治大学法科卒業。北海道庁に入る。
1932年（昭和7年）弁護士を開業。札幌法務局、北海道石炭鉱業連盟、札幌信用組合、東銀、北海道石炭、日本ゴム、北海道購買農協連、北海道販売農協連、北海道漁業協組連合、各顧問となる。1953年（昭和28年）日弁連副会長に就任。

## 人物像
趣味は野球、写真。宗教は真言宗。

## 受賞歴
- 1964年（昭和39年） - 藍綬褒章
- 1973年（昭和48年） - 勲二等瑞宝章

## 家族・親族

### 岩沢家
（千葉県、北海道札幌市南区藻岩下）
- 父・万治郎[2]
- 妻・慶子（北海道、島口勝太郎妹[2]）

1911年（明治44年）2月生 - 没
- 長男[2]

1940年（昭和15年）5月生 -
- 長女[2]

1945年（昭和20年）5月生 -
- 次男[2]

1948年（昭和23年）4月生 -